# Снежни кучета
„Снежни кучета“ (на английски: Snow Dogs) е американски приключенски комедиен филм от 2002 г. на режисьора Браян Левант, и е продуциран от Джордан Кърнър. Във филма участват Куба Гудинг Джуниър, Джеймс Кобърн (една от последните му филми), Сиско, Нишел Никълс, Греъм Грийн, Кристофър Джъдж, Майкъл Болтън и М. Емет Уолш. Премиерата на филма е в Съединените щати на 18 януари 2002 г. от „Уолт Дисни Пикчърс“. Филмът е вдъхновен от книгата Winterdance, написан от Гари Полсън.